# Wałbrzych (gromada)
Wałbrzych (do 30 III 1970 Dziećmorowice) – dawna gromada, czyli najmniejsza jednostka podziału terytorialnego Polskiej Rzeczypospolitej Ludowej w latach 1954–1972.
Gromady, z gromadzkimi radami narodowymi (GRN) jako organami władzy najniższego stopnia na wsi, funkcjonowały od reformy reorganizującej administrację wiejską przeprowadzonej jesienią 1954 do momentu ich zniesienia z dniem 1 stycznia 1973, tym samym wypierając organizację gminną w latach 1954–1972.
Gromadę Wałbrzych z siedzibą GRN w mieście Wałbrzychu (nie wchodzącym w skład gromady) utworzono 31 marca 1970 w powiecie wałbrzyskim w woj. wrocławskim w związku z przeniesieniem siedziby GRN gromady Dziećmorowice (zwiększonej tego samego dnia o część obrębu Rusinowa, główną część wsi Lubiechów oraz fragmenty wsi Szczawienko) z Dziećmorowic do Wałbrzycha i zmianą nazwy jednostki na gromada Wałbrzych.
Gromada przetrwała do końca 1972 roku, czyli do kolejnej reformy gminnej.